# Liste der iranischen Botschafter im Vereinigten Königreich

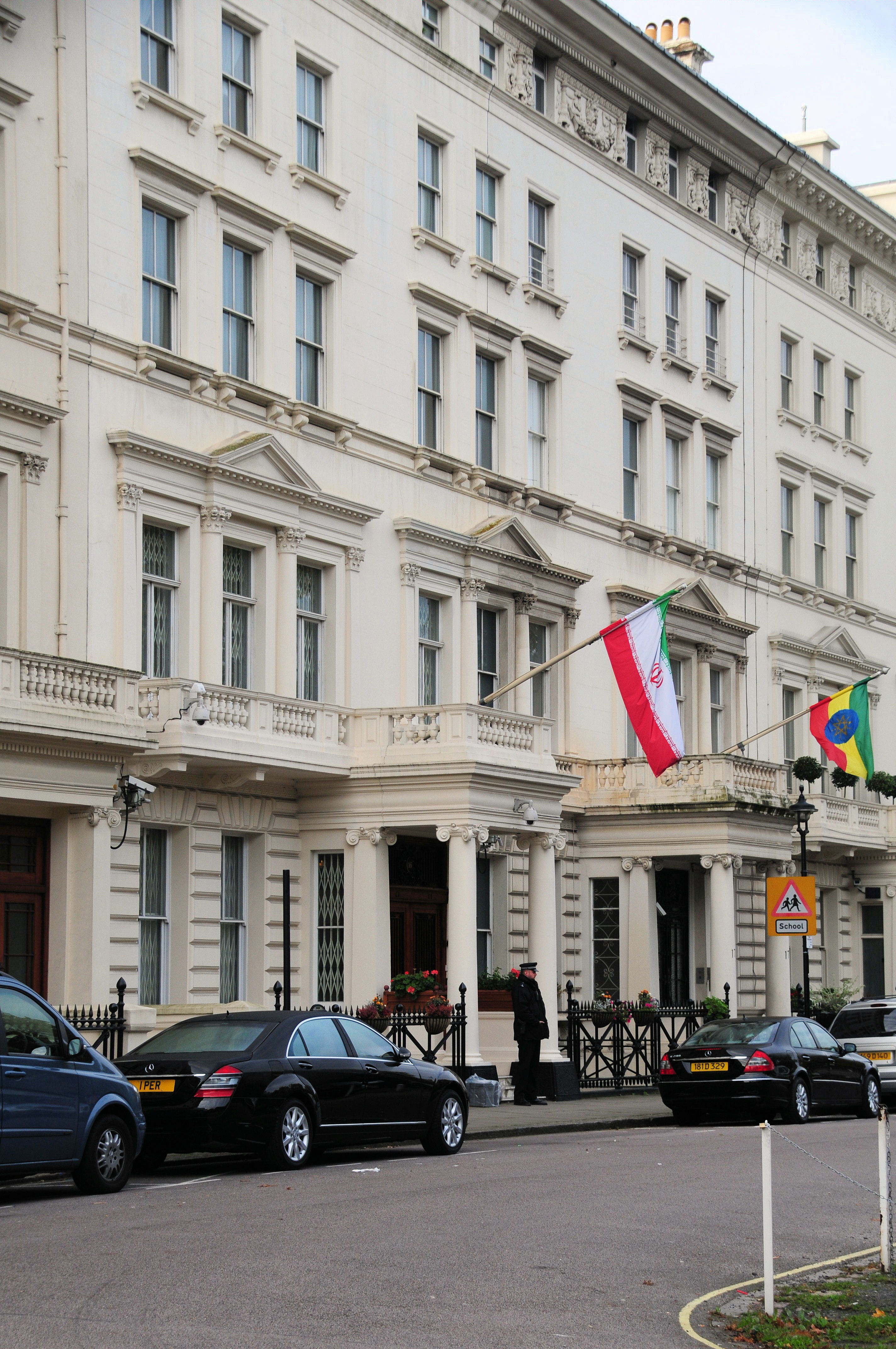
Iranische Botschaft, 16 Princes Gate, South Kensington, London (2008)

Liste der persischen und iranischen Gesandten bzw. Botschafter im Vereinigten Königreich.

## Missionschefs

### Gesandte in England
| Ernennung Akkreditierung | Name           | Bemerkungen | ernannt von | akkreditiert bei der Regierung | Posten verlassen |
| ------------------------ | -------------- | ----------- | ----------- | ------------------------------ | ---------------- |
| 1608                     | Robert Shirley |             | Abbas I.    | Jakob I.                       |                  |

### Botschafter im Vereinigten Königreich
| Ernennung Akkreditierung | Name                                                      | Bemerkungen                                                             | ernannt von           | akkreditiert bei der Regierung | Posten verlassen |
| ------------------------ | --------------------------------------------------------- | ----------------------------------------------------------------------- | --------------------- | ------------------------------ | ---------------- |
| 1809                     | Mirza Abul Hassan Khan                                    |                                                                         | Fath Ali Schah        | Georg IV.                      | 1810             |
| 1815                     | Mirza Saleh Shirazi                                       |                                                                         | Fath Ali Schah        | Georg IV.                      | 1823             |
| 1872                     | Muhsin Khan                                               | [ 1 ]                                                                   | Nāser ad-Din Schah    | William Ewart Gladstone        | 1872             |
| 1874                     | Mirza Malkam Khan                                         |                                                                         | Nāser ad-Din Schah    | Benjamin Disraeli              | 1889             |
| 1915                     | Abdul Ali Khan Sadigh-es-Saltaneh                         |                                                                         | Ahmad Schah Kadschar  | Herbert Henry Asquith          | 1919             |
| 10. Dez. 1926            | Nader Arasteh                                             |                                                                         | Reza Schah Pahlavi    | Ramsay MacDonald               |                  |
| 26. Sep. 1927            | Hovhannes Khan Massehian                                  |                                                                         | Reza Schah Pahlavi    | Stanley Baldwin                | 19. Nov. 1929    |
| 19. Nov. 1929            | Seyyed Hassan Taqizadeh                                   |                                                                         | Reza Schah Pahlavi    | Ramsay MacDonald               | 1933             |
| 1935                     | Hossein Ala                                               |                                                                         | Reza Schah Pahlavi    | Neville Chamberlain            | 1938             |
| 1938                     | Ali Soheili                                               |                                                                         | Reza Schah Pahlavi    | Neville Chamberlain            | 1939             |
| 1941                     | Seyyed Hassan Taqizadeh                                   | [ 2 ]                                                                   | Mohammad Reza Pahlavi | Winston Churchill              | 1947             |
| 1947                     | Mohsen Raïs                                               |                                                                         | Mohammad Reza Pahlavi | Winston Churchill              | 1950             |
| 1950                     | Ali Soheili                                               |                                                                         | Mohammad Reza Pahlavi | Winston Churchill              | 1951             |
| 14. Dez. 1953            | Fazlollah Nabil                                           |                                                                         | Mohammad Reza Pahlavi | Winston Churchill              | 1953             |
| 1954                     | Ali Soheili                                               |                                                                         | Mohammad Reza Pahlavi | Winston Churchill              | 1958             |
| 1958                     | Hussein Qods-Nakhai                                       | Hossein Ghods-Nakhai                                                    | Mohammad Reza Pahlavi | Harold Macmillan               | 1961             |
| 1961                     | Mohsen Raïs                                               |                                                                         | Mohammad Reza Pahlavi | Harold Macmillan               | 1962             |
| 1962                     | Ardeschir Zahedi                                          |                                                                         | Mohammad Reza Pahlavi | Harold Macmillan               | 1966             |
| 1967                     | Abbas Aram                                                |                                                                         | Mohammad Reza Pahlavi | Harold Wilson                  | 1969             |
| 1969                     | Amir-Chosrou Afschar                                      |                                                                         | Mohammad Reza Pahlavi | Harold Wilson                  | 1974             |
| 1975                     | Syed Mohamad Reza Amir Teymour, Mohammed Reza Amirteymour |                                                                         | Mohammad Reza Pahlavi | Harold Wilson                  | 1976             |
| 4. Juni 1976             | Parviz Camran Radji                                       |                                                                         | Mohammad Reza Pahlavi | James Callaghan                | 1979             |
| 1979                     | Gholam-Ali Afrouz, Ali Afrooz                             | Geschäftsträger, Geiselnahme in der Iranischen Botschaft in London 1980 | Abolhassan Banisadr   | Margaret Thatcher              |                  |
| 1. Mai 1999              | Gholamreza Ansari                                         |                                                                         | Mohammad Chatami      | Tony Blair                     | 1. Okt. 2000     |
| 2000                     | Morteza Sarmadi                                           | [ 3 ]                                                                   | Mohammad Chatami      | Tony Blair                     | 2004             |
| 2004                     | Mohammad-Hossein Adeli                                    |                                                                         | Mohammad Chatami      | Tony Blair                     | 2005             |
| 2006                     | Rasoul Movahadian Attar                                   | [ 4 ]                                                                   | Mahmud Ahmadinedschad | Gordon Brown                   |                  |